# Avadi
 (mars 2016).
Si vous disposez d'ouvrages ou d'articles de référence ou si vous connaissez des sites web de qualité traitant du thème abordé ici, merci de compléter l'article en donnant les références utiles à sa vérifiabilité et en les liant à la section « Notes et références ».
Avadi est une ville indienne située dans le district de Tiruvallur.

## Démographie
En 2011 sa population était de 345 996 habitants.